# José María Maguregi
José María Maguregui Ibargutxi (Miravalles, Vizcaya, 16 de marzo de 1934-Bilbao, Vizcaya, 30 de diciembre de 2013) fue un futbolista y entrenador de fútbol español. Jugó de centrocampista y desarrolló gran parte de su carrera como jugador en el Athletic Club, antes de iniciar una larga trayectoria como entrenador.

## Trayectoria

### Jugador
Los inicios futbolísticos de Maguregui tuvieron lugar en conjuntos de categoría regional del País Vasco. Así, disputó la temporada 1950/51 en el Club Deportivo Villosa (hoy Sociedad Deportiva Llodio), de donde fue fichado por el Athletic de Bilbao, que lo cedió en su primera temporada (1951/52) al Arenas de Guecho.
La temporada 1952/53 la inició ya en el Athletic, club en el que permaneció hasta 1961, disputando un total de 234 encuentros (197 en Liga, 5 de Liga de Campeones y 32 en Copa) a lo largo de nueve temporadas. Con el Athletic Club conquistó un título de Liga (1955/56) y tres de Copa (1955, 1956 y 1958), conformando junto a Mauri una de las más recordadas líneas medias del conjunto bilbaíno.
En 1961 fichó por el Sevilla FC que pagó cuatro millones de pesetas por su traspaso. En el club andaluz estuvo dos temporadas, marchando posteriormente al RCD Espanyol y al Recreativo de Huelva, donde en 1965 puso punto final a su carrera como jugador.

#### Selección nacional
Entre 1955 y 1957 disputó un total de siete partidos con la selección española, en los que marcó un tanto en su debut ante Suiza.
La lista completa de encuentros jugados con España es la siguiente:
| Fecha      | Competición                       | Estadio           | Ciudad               | Partido    | Partido | Partido |
| ---------- | --------------------------------- | ----------------- | -------------------- | ---------- | ------- | ------- |
| 19/06/1955 | Amistoso                          | Charmilles        | Ginebra (Suiza)      | Suiza      | 0:3     | España  |
| 27/11/1955 | Amistoso                          | Dalymount Park    | Dublín (Irlanda)     | Irlanda    | 2:2     | España  |
| 30/11/1955 | Amistoso                          | Wembley           | Londres (Inglaterra) | Inglaterra | 4:1     | España  |
| 03/06/1956 | Amistoso                          | Jamor             | Lisboa (Portugal)    | Portugal   | 3:1     | España  |
| 30/01/1957 | Amistoso                          | Santiago Bernabéu | Madrid               | España     | 5:1     | Holanda |
| 10/03/1957 | Clasificación Mundial Suecia 1958 | Santiago Bernabéu | Madrid               | España     | 2:2     | Suiza   |
| 31/03/1957 | Amistoso                          | Heysel            | Bruselas (Bélgica)   | Bélgica    | 0:5     | España  |

### Entrenador
En 1967 Maguregui inició su carrera como entrenador. Lo hizo al frente del equipo de su localidad natal, Miravalles. Dos años más tarde, en 1969, comenzó su andadura en el fútbol profesional, al hacerse cargo del Sestao Sport Club, en cuyo banquillo estuvo tres temporadas, fichando en 1972 por el Racing de Santander, club en el que se mantendría durante cinco temporadas, consiguiendo en dos ocasiones el ascenso a la Primera División. En 1977 fichó por el Celta de Vigo, con el que logró nuevamente, y por tercera vez en su carrera, el ascenso a Primera.
En 1978 se incorporó a la Agrupación Deportiva Almería, con el que logró su cuarto ascenso a Primera División. En la temporada 1979-80 mantuvo al club almeriense en Primera División. En las siguientes tres temporadas dirigió al RCD Espanyol, todas ellas en Primera División. La temporada 1983/84 regresó a Santander para hacerse cargo del banquillo del Racing en Segunda División. En su primer año logró el ascenso, manteniéndose en el club cántabro las siguientes tres temporadas. En total, y en dos etapas, permaneció durante nueve temporadas en el banquillo del Racing, lo que le convierte en el técnico que más partidos ha dirigido al equipo santanderino.
La temporada 1987/88 entrenó por segunda vez al Celta, situándose la siguiente (1988-89) en dos banquillos: el del Atlético de Madrid, donde comenzó la temporada, y el Real Murcia, donde la terminó. Comenzó una tercera etapa en el club vigués en el último tramo de la temporada 1989-90, permaneciendo en el cargo hasta la mitad de la temporada 1990-91. En 1992 firmó como entrenador del que sería su último club, el Club Polideportivo Almería.
Tras varios años con problemas de salud, falleció el 30 de diciembre de 2013.

## Clubes

### Como jugador
| Club                 | País   | Año       |
| -------------------- | ------ | --------- |
| SD Llodio            | España | 1950-1951 |
| Arenas de Guecho     | España | 1951-1952 |
| Athletic Club        | España | 1952-1961 |
| Sevilla FC           | España | 1961-1963 |
| RCD Espanyol         | España | 1963-1964 |
| Recreativo de Huelva | España | 1964-1965 |

### Como entrenador
| Club                         | País   | Año       |
| ---------------------------- | ------ | --------- |
| Miravalles                   | España | 1967-1969 |
| Sestao Sport Club            | España | 1969-1972 |
| Racing de Santander          | España | 1972-1977 |
| Celta de Vigo                | España | 1977-1978 |
| Agrupación Deportiva Almería | España | 1978-1980 |
| RCD Espanyol                 | España | 1980-1983 |
| Racing de Santander          | España | 1983-1987 |
| Celta de Vigo                | España | 1987-1988 |
| Atlético de Madrid           | España | 1988      |
| Real Murcia                  | España | 1988-1989 |
| Celta de Vigo                | España | 1989-1991 |
| Polideportivo Almería        | España | 1992-1993 |

## Palmarés

### Como jugador
| Título                     | Club          | País   | Año     |
| -------------------------- | ------------- | ------ | ------- |
| Copa del Generalísimo      | Athletic Club | España | 1955    |
| Primera División de España | Athletic Club | España | 1955-56 |
| Copa del Generalísimo      | Athletic Club | España | 1956    |
| Copa del Generalísimo      | Athletic Club | España | 1958    |